# 実践女子大学
実践女子大学（じっせんじょしだいがく、英語: Jissen Women's University）は、東京都日野市大坂上4-1-1に本部を置く日本の私立大学。1899年創立、1949年大学設置。大学の略称は実践、実女。

## 概観

### 大学全体

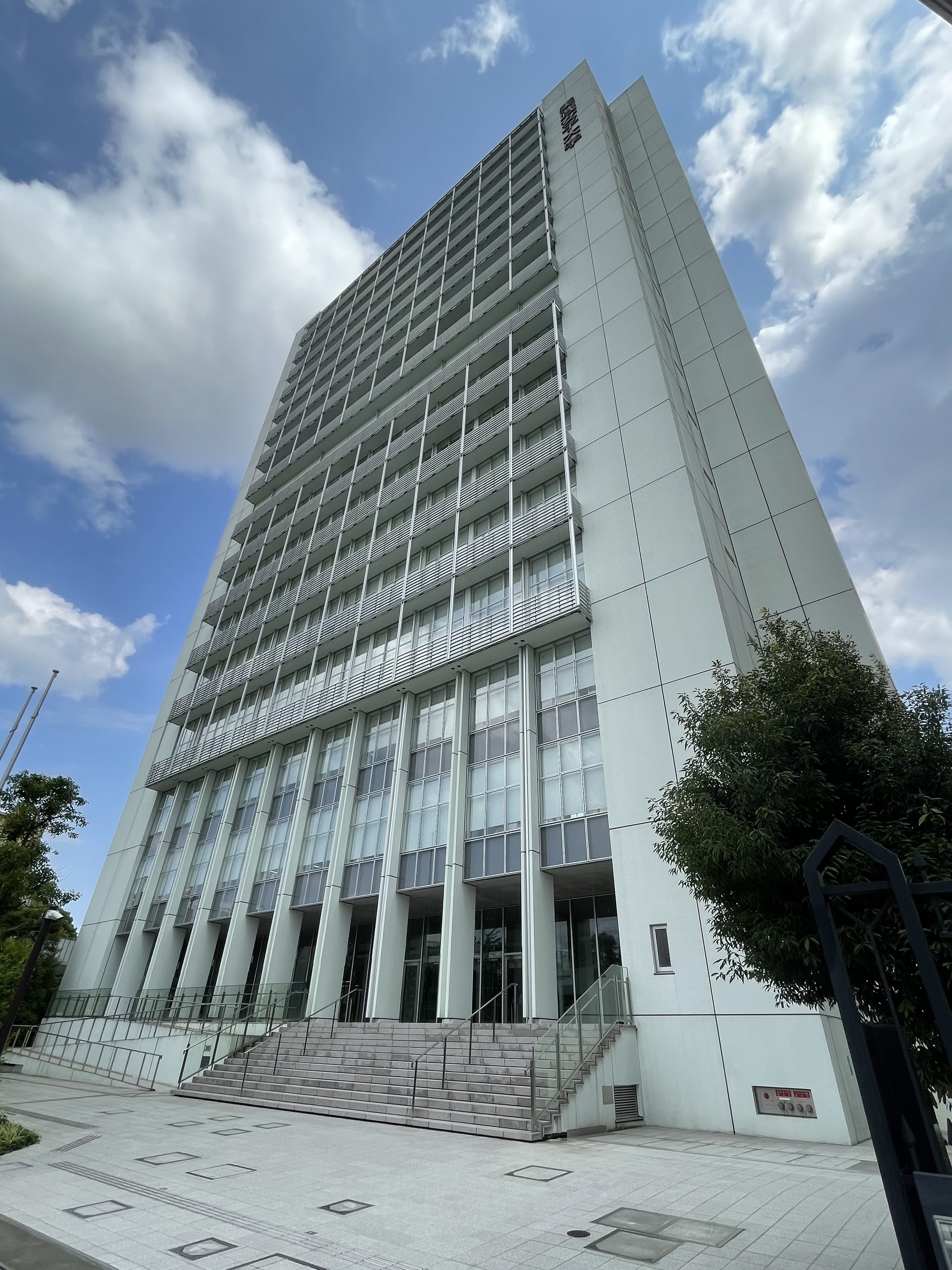
渋谷キャンパス

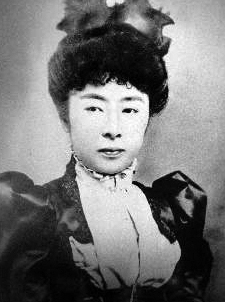
下田歌子

実践女子大学は、1882年（明治15年）に下田歌子により開かれた私立女学校「下田学校」（後に「桃夭学校」と改称）をその源泉とする。これが発展し、1899年（明治32年）に実践女学校となった。開校当初は現在の東京都千代田区九段にあったが、1901年（明治36年）に渋谷の常盤松に移転した。学制改革で新制大学に移行し、1949年（昭和24年）に実践女子大学となった。
1986年（昭和61年）に渋谷から日野へ全面移転したが、2014年（平成26年）に渋谷キャンパスが開設された。現在は、渋谷キャンパスに文学部・人間社会学部・国際学部・短期大学部が、日野キャンパスに生活科学部が設置されている。

### 教育の理念
品格高雅にして自立自営しうる女性の育成

## 沿革
- 1882年（明治15年）- 下田歌子が東京・九段に私立女学校（後に「桃夭学校」に校名変更）を創設[4]。日本における私学女子教育の先駆けとなる。
- 1899年（明治32年）- 帝国婦人協会の事業として東京・麹町に私立実践女学校ならびに女子工芸学校を創設。下田歌子が初代校長に就任[4]
- 1903年（明治36年）- 実践女学校・女子工芸学校、東京・渋谷の常盤松御用地の新校舎へ移転[7]
- 1925年（大正14年）- 実践女子専門学校設置[3]。
- 1928年（昭和3年）- 専門学部英文科卒業生に対し、英語科中等教員無試験検定の特典認可[3]
- 1945年（昭和20年）- 戦災により、多くの校舎を焼失[4]
- 1949年（昭和24年）- 新制大学に移行、実践女子大学を設置[4]
- 1950年（昭和25年）- 実践女子学園短期大学を設置[4]
- 1986年（昭和61年）- 大学および大学院が日野校地へ全面移転[4]
- 1995年（平成7年）- 家政学部を生活科学部へ改称[3]。
- 2004年（平成16年）- 人間社会学部を開設[4]
- 2014年（平成26年）4月 - 文学部・人間社会学部・短期大学部が渋谷キャンパスへ移転[4]
- 2024年（令和6年）4月 - 国際学部を新設。また、既存の人間社会学部にビジネス社会学科及び社会デザイン学科を新設[8]。
- 2025年（令和7年）4月 - 生活科学部生活環境学科を改組し、環境デザイン学部を開設予定。

## 基礎データ

### 所在地
- 日野キャンパス（〒191-8510 東京都日野市大坂上4-1-1）[5]
- 渋谷キャンパス（〒150-8538 東京都渋谷区東1-1-49）[5]

### 象徴

#### 徽章
- 桜をかたどったものである。

#### 校歌
- 作詞：下田歌子、作曲：沢田孝一

## 教育および研究

### 組織

#### 学部
- 文学部
  - 国文学科
  - 英文学科
  - 美学美術史学科
- 生活科学部
  - 食生活科学科
    - 管理栄養士専攻
    - 食物科学専攻
    - 健康栄養専攻

  - 生活環境学科（2025年4月学生募集停止）
  - 生活文化学科
    - 生活心理専攻
    - 幼児保育専攻

  - 現代生活学科
- 環境デザイン学部（2025年4月開設）
  - 環境デザイン学科
- 人間社会学部
  - 人間社会学科
  - ビジネス社会学科（2023年度まで現代社会学科）
  - 社会デザイン学科（2024年4月開設）
- 国際学部（2024年4月開設）
  - 国際学科
- 短期大学部（2022年10月学生募集停止[9]）
  - 日本語コミュニケーション学科
  - 英語コミュニケーション学科

#### 大学院
- 文学研究科
  - 国文学専攻（博士前期・後期課程）
  - 英文学専攻（修士課程）
  - 美術史学専攻（博士前期・後期課程）
- 生活科学研究科
  - 食物栄養学専攻（博士前期・後期課程）
  - 生活環境学専攻（修士課程）
- 人間社会研究科
  - 人間社会専攻（修士課程）

#### 研究所
- 文芸資料研究所[10]
- 香雪記念資料館[11]

### 教育

#### 学内奨学金
実践女子大学では、大学独自の奨学金制度があり、状況に応じて応募できるようになっている。
給付型
- 下田奨学金
- 桜奨学金
- 学長賞奨学金
- 戸野原須賀子奨学金
- 羽山昇・昭子奨学金 - 羽山昇は理想科学工業の創業者
- 教職員奨学金（家計急変者を対象とした奨学金）

貸与型
- 一般奨学金
- 応急特別奨学金（家計急変者を対象とした奨学金）
- 学納金緊急貸与（家計急変者を対象とした奨学金）

## 学生生活

### 学園祭
- 常磐祭
実践女子大学および短期大学部共通の学園祭。10月および11月に開祭される。常磐祭の名は、日野市に移転する前に学舎のあった東京・渋谷の旧町名「常磐松町」に由来する。また常磐松の葉は常に緑色で色が変わらないことから、永久不変の意味も込められている。

## 大学関係者と組織

### 大学関係者組織
- 向田文庫
- 実践女子大学後援会

### 大学関係者一覧
- 実践女子大学の人物一覧

## 施設

### 日野キャンパス
- 使用学部：生活科学部
- 使用研究科：生活科学研究科
- 交通アクセス：日野駅から徒歩14分

#### 本館・体育館
- 1986年、第27回BCS賞を受賞[12][13]。

### 渋谷キャンパス
- 使用学部：文学部、人間社会学部、国際学部、短期大学部
- 使用研究科：文学研究科、人間社会研究科
- 交通アクセス：渋谷駅・表参道駅から徒歩10分

#### 創立120周年記念館
- 施工：大成建設[14]、2014年[15]。
- 2014年11月、第48回SDA賞・サインデザイン優秀賞受賞[15]。

## 対外関係

### 他大学との協定
- 国内・学術交流等協定校
  - 放送大学[16]
- 国際・学術交流等協定校
  - フレーザーバレー大学（カナダ・ブリティッシュコロンビア州）
  - 檀国大学校（韓国・京畿道・龍仁市）
  - 中国伝媒大学（中国・北京市）
  - オランダ国立南大学（オランダ・リンブルフ州）

## 附属学校
- 実践女子学園中学校・高等学校
- 実践女子大学短期大学部

## 公式サイト
- 実践女子大学